# Zimný štadión Zvolen
 (avril 2025).
Si vous disposez d'ouvrages ou d'articles de référence ou si vous connaissez des sites web de qualité traitant du thème abordé ici, merci de compléter l'article en donnant les références utiles à sa vérifiabilité et en les liant à la section « Notes et références ».
Le Zimný štadión Zvolen est une patinoire de Zvolen en Slovaquie. Elle ouvre en 1969.
Elle accueille principalement le club de hockey sur glace du HKm Zvolen.